# Barrage du Bage
Le barrage du Bage, ou barrage de Bage, est un barrage français du Massif central, situé sur le Bage dans le département de l'Aveyron, en région Occitanie.

## Localisation
Le barrage du Bage se situe dans la vallée du Bage, affluent du Viaur, sur la commune de Pont-de-Salars, dans le centre du département de l'Aveyron, sur le plateau du Lévézou.

## Histoire
Ce barrage a été construit de 1948 à 1952 et mis en service cette même année ; le maître d’ouvrage était Électricité de France qui exploite aujourd’hui l’installation.
En 2008, le déversoir en forme de tulipe de l'évacuateur de crue a été modifié de façon à améliorer la vidange. Afin d'entretenir l'ouvrage et ses installations annexes, une vidange du lac a été réalisée en 2015.
L'exploitation du barrage, assurée par EDF, dépend de la concession de l'« aménagement hydroélectrique du Pouget » qui arrive à expiration en 2027.

## Caractéristiques

Carte du complexe hydroélectrique du Lévézou.

Les eaux du Viaur retenues par le barrage de Pont-de-Salars et celles du Bage par le barrage du Bage sont détournées pour être remontées de 87 ou 98 mètres et refoulées dans le lac de Pareloup depuis la station de pompage de Bage, d'une puissance de 16,2 MW, via une galerie souterraine de 6 400 m de long. Elles participent à hauteur de 55 % à l'alimentation du lac de Pareloup.
Le barrage du Bage est un barrage voûte mince en béton établi sur le cours du Bage dont les caractéristiques techniques sont les suivantes, :
- hauteur (par rapport au lit du cours d'eau) : 27,45 m ;
- hauteur (par rapport aux fondations) : 28,45 m ;
- longueur en crête : 165 m ;
- largeur en crête : 2 m ;
- largeur à la base : 10 m ;
- volume du barrage : 9 000 m3 ;
- évacuation des crues : puits-entonnoir indépendant de l'ouvrage à crête déversante ;
- débit d'évacuation des crues : 40 m3/s[réf. nécessaire].

Le barrage du Bage est l'un des neuf barrages de l'« aménagement hydroélectrique du Pouget » qui comporte six centrales électriques et qui produit annuellement 540 000 MWh, correspondant à la consommation de 220 000 habitants.

## Retenue
À une altitude maximale de 715 mètres NGF, son lac de retenue, le lac de Bage (ou de Bages), est long de moins de deux kilomètres et s'étend sur 53 hectares.
La retenue baigne la commune où est érigé le barrage : Pont-de-Salars à l'ouest (environ 52 % de la superficie du lac), ainsi que celle de Canet-de-Salars à l'est (48 %). Le volume total de la retenue est de 4,4 millions de mètres cubes dont 3,09 utiles.
En dehors du Bage, le lac est également alimenté par quelques ruisseaux, parmi lesquels ceux de Buscaylet, de Lestang et du Malpas. Cependant, le principal apport en eau provient du lac de Pont-de-Salars qui s'y déverse par une galerie de 2 700 mètres de longueur et de 2,60 mètres de diamètre. Au barrage de Bage, le bassin versant cumulé du Bage et du Viaur est alors de 216 km2.

## Photothèque

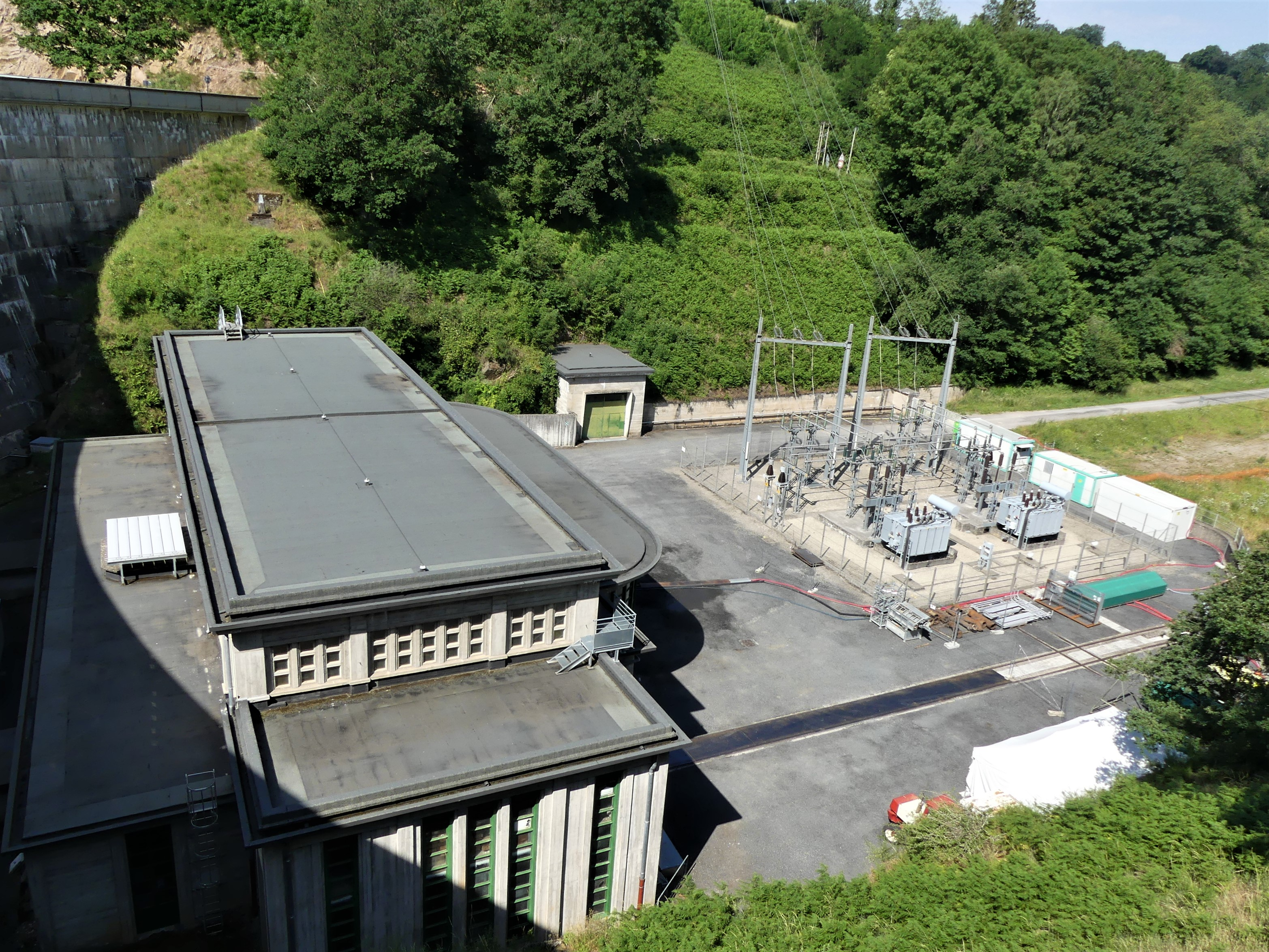
La centrale au pied du barrage.
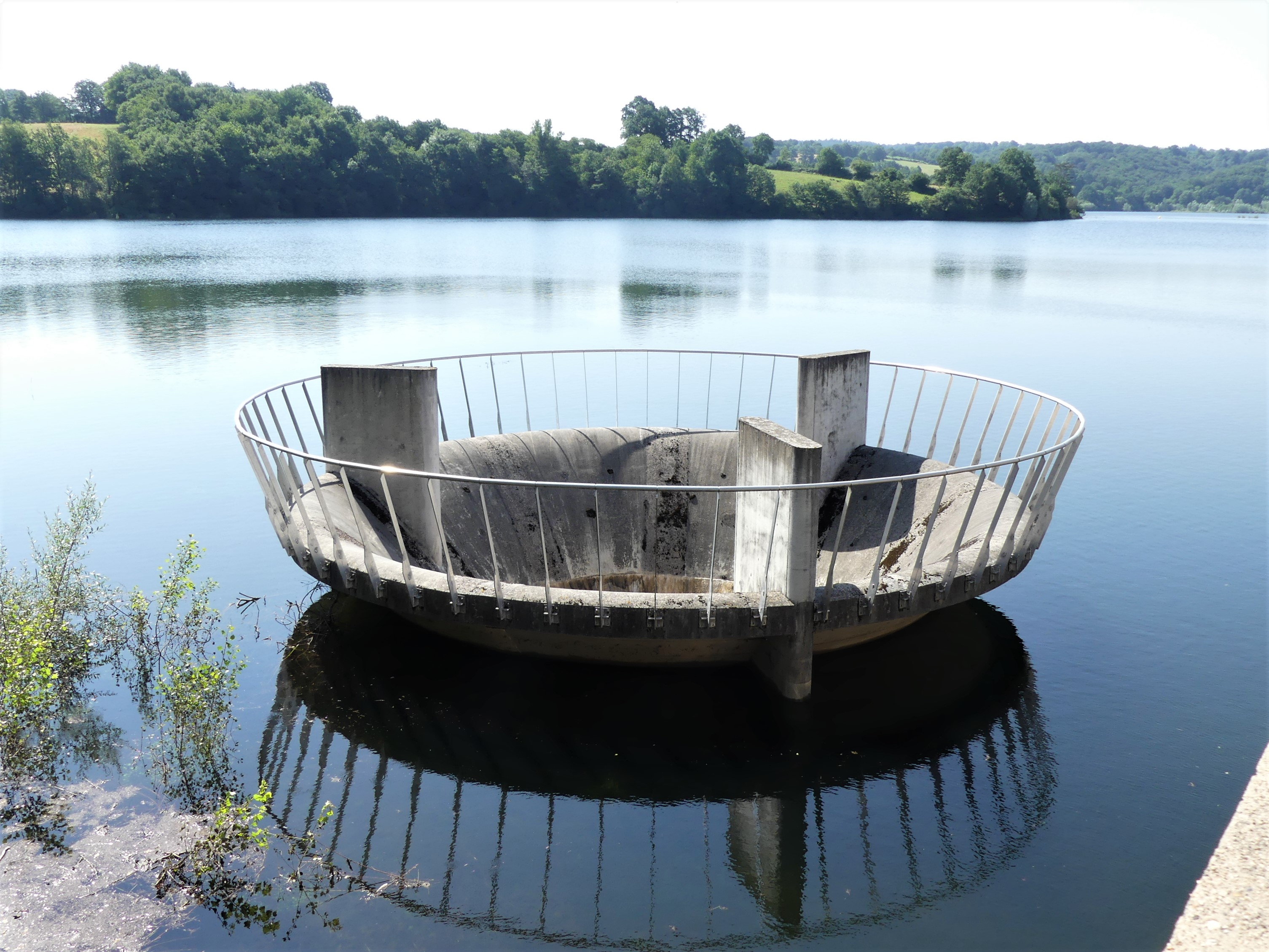
Le déversoir en forme de tulipe.
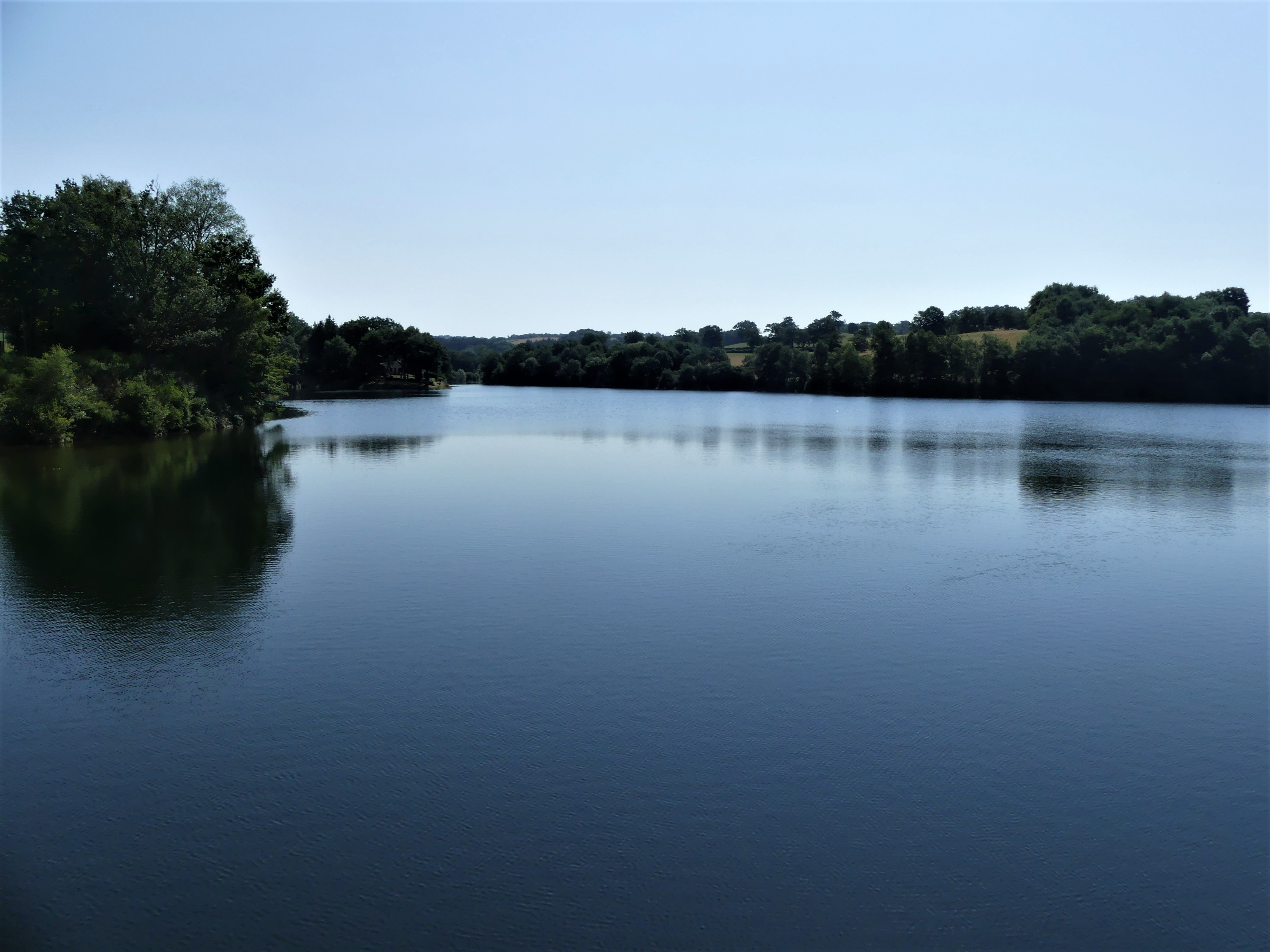
Le lac de Bage.